# Fyodor Cherenkov
Fyodor Fyodorovich Cherenkov - em russo, Фёдор Фёдорович Черенков (Moscou, 25 de julho de 1959 – Moscou, 4 de outubro de 2014) foi um futebolista e treinador de futebol russo. Seu nome também costumava ser grafado como "Fedor Cherenkov" ou "Tcherenkov", ele foi medalhista olímpico de bronze em Moscou 1980.

## Carreira

### Clubes
Cherenkov jogou por dezesseis anos e, exceto por uma temporada na equipe francesa do Red Star Saint-Ouen, já no final da carreira, dedicou quinze deles ao Spartak Moscou, onde começou a jogar profissionalmente em 1977.
Embora tenha participado dos três últimos títulos da equipe moscovita no campeonato soviético (em 1979, 1987 e 1989), Cherenkov acabou por ser sempre preterido nas convocações da Seleção Soviética para torneios oficiais: não foi chamado para as Copas do Mundo de 1982, 1986 e 1990, embora estivesse em alto nível (o que o fez aparecer nos álbuns oficiais da Panini para as duas últimas).
Eleito duas vezes o melhor jogador do país, em 1983 e 1989, também não foi à Eurocopa 1988. Seu único torneio oficial acabou sendo as Olimpíadas de 1980, disputadas em Moscou, onde terminou com o bronze.
Após jogar pelo Red Star Saint-Ouen, na temporada 1990/91, Cherenkov voltou ao Spartak, onde parou de jogar em 1993, aos 34 anos. Despediu-se após a conquista do segundo campeonato russo (disputados a partir de 1992, após a desintegração da URSS no ano anterior) do clube. É considerado pelos fãs como o maior jogador da história do Spartak.

### Carreira como técnico e auxiliar
Em 1994, um ano após encerrar a carreira, Cherenkov seguiu no Spartak, primeiro como auxiliar-técnico de Oleg Romantsev, exercendo a mesma função na equipe reserva entre 1996 e 1997.
Seu último trabalho foi como treinador das categorias de base do Spartak, onde permaneceu por um ano. Era presença frequente em amistosos envolvendo ex-atletas do clube, sendo um dos poucos jogadores do clube a ser bem-tratado pelos grandes rivais (Dínamo de Kiev, Dínamo de Moscou e CSKA).

## Morte
Durante boa parte de sua carreira, Cherenkov sofria diversos problemas de saúde, sendo afetado nos últimos anos por um transtorno mental. Morreu aos 55 anos, em 4 de outubro de 2014, vítima de um tumor cerebral. Em sua homenagem, o Spartak decidiu inaugurar uma estátua do ex-meia.